# Госліспитомника (Острогозький район)
Госліспитомника (рос. Гослесопитомника) — селище у Острогозькому районі Воронезької області Російської Федерації.
Населення становить 1  особу. Входить до складу муніципального утворення Терновське сільське поселення.

## Історія
Населений пункт розташований у межах суцільної української етнічної території, частини Східної Слобожанщини. До Перших визвольних змагань належав до Воронезької губернії.
Згідно із законом від 15 жовтня 2004 року входить до складу муніципального утворення Терновське сільське поселення.

## Населення
| 2000 | 2005 | 2010 |
| ---- | ---- | ---- |
| 12   | ↘5   | ↘1   |